# Vysokov
Vysokov (deutsch Wysokow, auch Hohenfeld) ist eine Gemeinde in Tschechien. Sie liegt drei Kilometer westlich von Náchod und gehört zum Okres Náchod.

## Geschichte
Vysokov entstand unmittelbar an der alten Handels- und Heerstraße, die von Prag über Königgrätz und Glatz weiter nach Schlesien führte. Es gehörte zur Herrschaft Nachod, mit der es bis zur Aufhebung der Patrimonialherrschaften 1848 verbunden blieb. Erstmals erwähnt wurde es 1465. Eine weitere Erwähnung erfolgte 1488, als Jan von Krucemburk in Vysokov ein Gut erwarb. Unter Herzog Heinrich d. Ä. von Münsterberg wurde 1491 in Vysokov ein Lehen errichtet, nachdem das vorherige vermutlich seit einiger Zeit erloschen war.
Im Siebenjährigen Krieg fiel am 17. September 1756 der preußische Generalleutnant Otto Magnus von Schwerin mit seinem Regiment in das Nachoder Gebiet ein. Das Regiment bestand aus 35.000 Soldaten, die nördlich der Dörfer Vysokov und Kramolna lagerten. Ende Juli 1758 fanden in diesem Gebiet Kämpfe zwischen österreichischen und preußischen Truppen statt.
Bekannt wurde Vysokov im Deutschen Krieg von 1866. Er begann am 27. Juni 1866 auf den Fluren von Vysokov, wo die preußischen und österreichischen Heere erstmals aufeinander trafen. Die Geschehnisse dieses Tages sind als Schlacht bei Nachod in die Geschichte eingegangen.
Die Kinder von Vysokov besuchten zunächst die Schule in Provodov. Ab 1876 wurden sie in einem neu errichteten Schulhaus in Vysokov unterrichtet. Eisenbahnanschluss erlangte Vysokov mit dem Bau der Strecken Jaroměř – Trutnov 1859–1869 und Choceň – Meziměstí 1872–1875. Von wirtschaftlicher Bedeutung waren neben der Landwirtschaft eine Ziegelei und eine Kalkbrennerei. Ab Ende des 19. Jahrhunderts waren zahlreiche Bewohner von Vysokov in den Textilbetrieben von Josef Bartoň-Dobenín und Isidor Mautner im benachbarten Nachod beschäftigt.
Von 1985 bis 1990 gehörte Vysokov zur Stadtgemeinde Nachod. Ab 1991 ist es wieder eine selbständige Gemeinde.

## Ortsteile
Für die Gemeinde Vysokov sind keine weiteren Ortsteile ausgewiesen.

## Sehenswürdigkeiten
- Denkmale zur Erinnerung an die Opfer der Schlacht bei Nachod 1866
- Denkmal für 18 Tote des Ersten Weltkriegs
- Kapelle, errichtet in den 1930er Jahren